# Ectropis fossa
Ectropis fossa är en fjärilsart som beskrevs av Claude Herbulot 1981. Ectropis fossa ingår i släktet Ectropis och familjen mätare. Inga underarter finns listade i Catalogue of Life.